# 圖奧斯塔赫河
圖奧斯塔赫河是俄羅斯的河流，屬於阿德恰河的右支流，由薩哈共和國負責管轄，河道全長271公里，流域面積約20,000平方公里，河水主要來自融雪和雨水。